# نانسي سالمون
نانسي ماريون سالمون (بالإنجليزية: Nancy Salmon)‏ الحاصلة على رتبة الإمبراطورية البريطانية (2 مايو 1906- 9 أكتوبر 1999) قائدة جوية وضابط كبير في سلاح الجو البريطاني. غيرت أسمها في عام 1962 إلى السيدة نانسي سناجي بعد زواجها.
شغلت سالمون القائدة الجوية لسلاح الجو الملكي النسائي (WRAF) في الفترة ما بين عام 1950 إلى 1956.

## النشأة
ولدت سالمون في هامبستيد لوالد يعمل محاسبا قانونيا. التحقت بمدرسة نوتينغ هيل الثانوية. في عام 1938، انضمت إلى خدمات المساعدة الإقليمية كسائقه.

## سلاح الجو الإضافي للسيدات
في عام 1939 تم نقل سالمون من خدمات المساعدة الإقليمية إلي سلاح الجو المساعد للمرأة في بداية تشكيل السلاح وكان أول عمل لها في وحدة المناطيد. أصبحت بعد ذلك ضابط مسؤول عن الأفراد في سلاح الجو الملكي البريطاني ستانمور قبل أن تنضم إلى كتيبة 77 في ليفربول ثم مسؤولة عن مشغلي الرادار WAAF.
ساعدت سالمون في نهاية أربعينيات القرن الماضي في صياغة اللوائح والخطط اللازمة لسد العجز في سلاح الجو الملكي وأعادت تشكيل سلاح الجو الملكي النسائي مرة أخرى. وشاركت القوات الجوية البريطانية في احتلال ألمانيا.
شغلت سالمون القائدة الجوية لسلاح الجو الملكي النسائي (WRAF) في الفترة ما بين عام 1950 إلى 1956.

## الحياة الشخصية
بعد التقاعد، رسخت سالمون مجهودها في رعاية والدتها إلى أن أصبحت رئيس الموظفين في شراكة جون لويس. قابلت في تلك الفترة زوجها جيفري سناجي حيث كان مديرا للشركة. تزوج الثنائي في عام 1962.
توفيت سالمون في وينشستر، هامبشاير في 9 أكتوبر 1999.

## التكريم
حصلت سالمون في عام 1946 على رتبة الإمبراطورية البريطانية (OBE) بينما رفعت إلى رتبة السيدة القائدة (DBE) في عام 1955 تكريما لها على مجمل أعمالها. 

## وصلات خارجية
- طبقة النبلاء.
- الموقع الرسمي سلاح الجو الملكي
- سجلات للنساء اللائي انضمن إلى سلاح الجو الملكي في الفترة ما بين 1914-1919.